# 李瑾 (1933年)
李瑾（1933年4月—2013年10月14日），男，白族，云南剑川人，中华人民共和国政治人物，曾任中共云南省委统战部部长，云南省政协副主席。
1948年，参加革命工作，1949年7月加入中国共产党。李瑾历任滇桂黔边纵队第七支队政工处政工队队长、政卫队指导员，维西县委民族工作队队长，维西县塔城区区长、区委书记，维西县委委员，省政治学校组织科科长，省委统战部秘书干事，省民族学院干训部党总支副书记，省委宣传部干部，省委统战部办公室副主任、港澳台工作处处长、副部长、省委对台办主任，省委民族工作部部长，省民委主任、党组书记，省委统战部部长。曾是第六届、七届省政协副主席、党组副书记，第七、八届全国政协委员。2000年10月，离休。